# Seleção Panamenha de Futebol Feminino
A Seleção Panamenha de Futebol Feminino representa o Panamá no futebol feminino internacional. Em 2023, disputou pela primeira vez a Copa do Mundo FIFA de Futebol Feminino, após vencer o Paraguai nos Playoffs intercontinentais da Copa.